# مسار الملكة شارلوت
مسار الملكة شارلوت هو مسار بالمحيط الهادئ في كولومبيا البريطانية بكندا، بين جزيرة فانكوفر في الجنوب وهايدا جواي في الشمال. ويندمج مع مضيق هيكات في الشمال ومضيق الملكة شارلوت في الجنوب.

## التعريف
وفقًا لتعريف الأسماء الجغرافية في كولومبيا البريطانية، يتم تعريف الحدود الشمالية لمضيق الملكة شارلوت على أنها خط يمتد من أقصى نقطة جنوب جزيرة برايس إلى كيب سانت جيمس في جزيرة كونغيت، أقصى نقطة جنوب هيدا جواي. الحدود الغربية هي خط من كيب سانت جيمس إلى كيب سكوت في الطرف الشمالي من جزيرة فانكوفر. تمتد الحدود الجنوبية على طول ساحل جزيرة فانكوفر من كيب سكوت إلى كيب سوتيل، ثم إلى كيب كوشن في البر الرئيسي. وضع تعريف أقدم الحدود الشمالية كخط يمتد من أقصى نقطة جنوب جزيرة أرستازابال إلى كيب سانت جيمس.

## التاريخ
تم تسمية مسار الملكة شارلوت من قبل جيمس سترينج في 5 أغسطس 1786، تكريما للملكة البريطانية شارلوت مكلنبورغ ستريليتس. كان سترينج قائدًا لبعثة لتجارة الفراء مكونة من سفينتين، الكابتن كوك، تحت قيادة الكابتن هنري لوري، والتجربة، تحت قيادة الكابتن جون جيز. أثناء رحلة بالقارب إلى قناة قناة جوليتاس، رأى سترينج فتحة أمامه وأطلق عليها اسم مسار الملكة شارلوت. وكان المسطح المائي الذي أطلق عليه اسم ما يعرف اليوم باسم مضيق الملكة شارلوت. لبعض الوقت كان يُطلق على مضيق الملكة شارلوت أيضًا اسم مسار الملكة شارلوت، حتى عام 1920 عندما ميزت خدمة الأسماء الجغرافية في كولومبيا البريطانية والهيدروغرافية بين مضيق الملكة شارلوت ومسار الملكة شارلوت. كتب جورج فانكوفر، الذي استخدم الاسم في خرائطه وكتاباته، أن المسار تم تسميته بواسطة السيد إس. ويدجبورو، قائد التجربة تحت قيادة جيمس سترينج، لكن فانكوفر كان مخطئًا، حيث كان سترينج هو من أعطى الاسم.